# Moses Blah

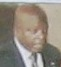
Blah (2008)

Moses Zeh Blah (* 18. April 1947 in Toweh Town im Nimba County; † 1. April 2013 in Monrovia) gehörte zum westafrikanischen Volk der Gio und war vom 11. August bis zum 14. Oktober 2003 23. Staatspräsident von Liberia.

## Leben
Moses Blah besuchte ab 1967 die Tappeta Public School, absolvierte eine Berufsausbildung zum Mechaniker und nutzte einige Kurzbesuche in Hamburg zur Weiterbildung. Von 1985 bis 1989 absolvierte Blah gemeinsam mit Charles Taylor eine paramilitärische Ausbildung im libyschen Camp Tajura, beide Männer verband der gemeinsame Hass auf den damaligen liberianischen Präsidenten Samuel Doe, der auch für den Mord von hunderten Menschen in einem ethnisch begründeten Massaker verantwortlich war. Im Zweiten liberianischen Bürgerkrieg kämpfte Moses Blah als Gefolgsmann Taylors gegen die Doe-Regierung und die abtrünnige Guerilla-Truppe des Warlords Yormie Johnson. Dank seiner militärischen Laufbahnausbildung in Libyen war er zum General in Taylors „Befreiungsarmee“ – der „National Patriotic Front“ aufgestiegen.
Nach Taylors Sieg wurde dieser 1997 zum Präsidenten gewählt, Blah wurde zum liberianischen Botschafter in Libyen und Tunesien ernannt. Als Politiker gehörte Blah, wie auch Taylor, der National Patriotic Party an. Im Juli 2000 wurde Blah, der zu den engsten Vertrauten Taylors zählte, zum liberianischen Vizepräsidenten ernannt. Er folgte in diesem Amt Enoch Dogolea, der vergiftet worden sein soll.
Im Juni 2003 wurde Blah von den USA gedrängt, die Macht in Liberia zu übernehmen, als Taylor zu Friedensgesprächen in Ghana weilte, zu diesem Zeitpunkt wurde bereits eine Anklage Taylors vor dem Kriegsverbrechertribunal in Sierra Leone vorbereitet. Nach Taylors Rückkehr wurde Blah demonstrativ für zehn Tage unter Hausarrest gestellt, danach aber wieder als Vizepräsident eingesetzt. Nach Taylors erzwungenen Rücktritt im August 2003 übernahm Blah verfassungsgemäß das Amt des
Übergangspräsidenten und wurde als 23. Präsident Liberias vereidigt. Seine Amtszeit betrug jedoch nur 64 Tage, dann wurde er von Gyude Bryant abgelöst.
Blah wurde von den erstarkten Rebellengruppen, etwa der Vereinten Liberianer für Aussöhnung und Demokratie (LURD), wegen seiner Nähe zu Taylor kritisiert; sie waren der Auffassung, dass er die Politik Taylors einfach fortführen würde. Blah unternahm während seiner Präsidentschaft erste Versöhnungsversuche, indem er die LURD-Rebellen seine „Brüder“ nannte.

## Sonstiges
Blah sprach fließend Deutsch, Französisch und Arabisch. Mit seiner Frau Nettie hat er viele Kinder und Enkel. Als Vizepräsident war Blah für seine Schweigsamkeit und Bescheidenheit bekannt: Er fuhr seinen eigenen Jeep, statt sich eskortieren zu lassen, und trug afrikanische Kleidung statt der normalen olivgrünen Militäruniform. Er irritierte ständig seine Leibwachen, die ihn begleiteten.